# K. D. Wentworth

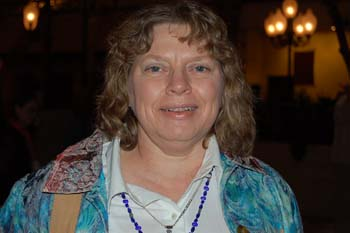
K. D. Wentworth

Kathy Diane Wentworth (* 27. Januar 1951 in Tulsa, Oklahoma; † 18. April 2012 ebenda) bekannt als K D Wentworth, war eine US-amerikanische Science-Fiction-Autorin. Bereits zu Anfang ihrer Autorenlaufbahn gewann sie den Preis „Writers of the Future Contest“ 1988, der eine eingetragene Marke von Scientology ist. Zuletzt war sie die Herausgeberin des Writers of the Future Contest. Zwei ihrer Kurzgeschichten, Tall One und Burning Bright, gelangten bis ins Finale des Nebula Award.

## Bücher

### Heyoka Blackeagle
Diese Bücher sind auch erhältlich bei der Baen Free Library.
- Black on Black, Baen Books: Februar 1999 ISBN 0-671-57788-3
- Stars over Stars, Baen Books: März 2001 ISBN 0-671-31979-5

### House of Moons Chronicles
- Moonspeaker, Del Rey: November 1994; Hawk Verlagsgruppe: 2000 ISBN 0-9673131-6-3
- House of Moons, Del Rey: Mai 1995; Hawk Verlagsgruppe: 2000 ISBN 0-9673131-7-1

### Andere
- The Imperium Game, Del Rey: Februar 1994; Hawk Publishing Group: 2000 ISBN 0-9673131-8-X
- This Fair Land, Hawk Publications: Oktober 2002 ISBN 1-930709-30-7
- The Course of Empire mit Eric Flint Baen Books: September 2003; ISBN 0-7434-7154-7

## Belege
1. ↑  Silver, Steven H: SF Site News, abgerufen am 21. April 2012
2. ↑  Eintrag im Register des United States Patent and Trademark Office

| Personendaten    | Personendaten                            |
| ---------------- | ---------------------------------------- |
| NAME             | Wentworth, K. D.                         |
| ALTERNATIVNAMEN  | Wentworth, Kathy Diane                   |
| KURZBESCHREIBUNG | US-amerikanische Science-Fiction-Autorin |
| GEBURTSDATUM     | 27. Januar 1951                          |
| GEBURTSORT       | Tulsa, Oklahoma                          |
| STERBEDATUM      | 18. April 2012                           |
| STERBEORT        | Tulsa, Oklahoma                          |